# Алексеенко, Сергей Владимирович
Серге́й Влади́мирович Алексе́енко (род. 30 мая 1950 года, Славгород, Алтайский край) — советский и российский учёный в области теплофизики, академик РАН (2016), директор Института теплофизики СО РАН (1997—2016).

## Биография
Окончил Новосибирский государственный университет, физический факультет (1972). С 1972 года работал в Институте теплофизики СО АН, стажёр-исследователь, младший научный сотрудник. Кандидат физико-математических наук (1979), тема диссертации «Экспериментальное исследование двумерного волнового течения плёнок жидкости».
В 1979—1980 годах преподавал в Новосибирской ФМШ.
В 1981 году перешёл на работу в Красноярский университет, старший преподаватель, доцент, заместитель декана физического факультета.
В 1988 году вернулся в Институт теплофизики, возглавил лабораторию проблем тепло-массопереноса. В 1994 году защитил диссертацию на соискание учёной степени доктора физико-математических наук, тема диссертации «Волновое течение плёнок жидкости».
В 1994—1997 годах — заместитель директора Института теплофизики СО РАН, в 1997 году возглавил Институт теплофизики. В 2017 года передал руководство Институтом Д. М. Марковичу.
С 2004 года — заведующий кафедрой «Физика неравновесных процессов» Новосибирского университета.

## Научные интересы
Фундаментальные результаты в теплофизических основах создания современного энергетического и энергосберегающего оборудования, экологически чистых тепловых электростанций, новых типов вырабатывающих энергию устройств термической переработки твердых бытовых отходов, топливных элементов неводородного типа (на боргидратах и алюминии, в том числе — портативных).
Моделирование топочных процессов при сжигании газа, угля и жидкого топлива, процессов тепломассопереноса и нелинейной устойчивости тонких плёнок жидкости и кольцевых газо- и паро-жидкостных потоках, вихревых структур в закрученных потоках, когерентных структур и турбулентности в затопленных ограниченных струйных течениях. Решение задач энергосбережения и повышения энергоэффективности.
Создан ряд экспериментальных методов — электродиффузионный метод диагностики потоков, теневой метод измерения толщины плёнок, полевой метод измерения скоростей (Particle Image Velocimetry).
Разработан одноразовый медицинский эндоскоп (жесткая зрительная трубка).

## Награды
- Медаль ордена «За заслуги перед Отечеством» II степени (6 августа 2021) — за большие заслуги в научно-педагогической деятельности и многолетнюю добросовестную работу
- Международная энергетическая премия «Глобальная энергия» (2018)[3]
- Премия Правительства Российской Федерации в области науки и техники за 2012 год (27 февраля 2013) — за разработку эффективных устройств и вихревых технологий для энергетики[4]
- Премия имени академика Г. Г. Чёрного[5]

## Из библиографии
- Процессы переноса и структура волновых плёнок жидкости, турбулентных струй и вихревых потоков / С. В. Алексеенко. — Новосибирск : ИТФ, 1997. — 55 с. : ил.; 21 см. — (Препринт. Рос. акад. наук, Сиб. отд-ние, Ин-т теплофизики; N 282-97).
- Введение в теорию концентрированных вихрей / С. В. Алексеенко. — Москва; Ижевск : РХД, 2019. — 505 с.; ISBN 978-5-4344-0594-2.

### Учебные пособия
- Феноменологическая теория процессов переноса в сплошных средах : Учеб. пособие по спецкурсу / С. В. Алексеенко; Краснояр. гос. ун-т. — Красноярск : КГУ, 1988. — 82 с. : ил.